# Andreas Faistenberger

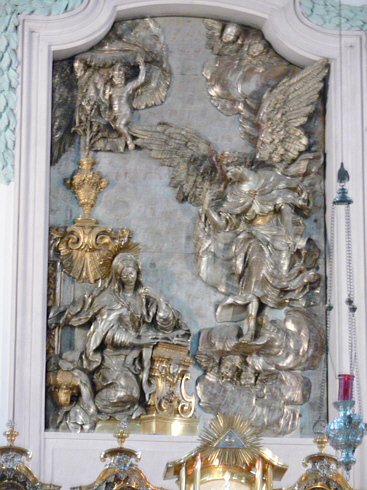
Das Verkündigungsrelief am Altar des Bürgersaals in München

Andreas Faistenberger (getauft 29. November 1646 in Kitzbühel; † 8. Dezember 1735 in München) war ein Bildhauer des süddeutschen Hoch- und Spätbarock.

## Leben
Aus Kitzbühel im Nordtiroler Unterland stammend, wo bereits vor 1620 sein in Innsbruck geborener Großvater Andreas Faistenberger d. Ä. heimisch geworden und sein Vater Benedikt Faistenberger d. Ä. zeitlebens als Bildhauer tätig war, ging Andreas zunächst bei seinem Vater in die Lehre, bevor er Mitte 1665 auf Reisen (u. a. nach Italien) ging und dabei wenig später auch erstmals nach München kam. Dort war um 1668 für einige Zeit der Bildhauer Balthasar Ableitner sein Lehrherr. Wenig später (um 1670) wandte sich der Bildhauergeselle abermals nach Italien, wo er sich vermutlich in Venedig (bei Lorenzo Bernini?), jedenfalls aber in Rom aufhielt, da für 1672/73 sein Aufenthalt in der Ewigen Stadt verbürgt ist.
Spätestens Ende 1678 wieder nach München zurückgekehrt, suchte er bald um Aufnahme in die örtliche Zunft an und wurde Mitte 1679 vom Stadtrat als Meister der Bildhauerkunst anerkannt. Kurz darauf heiratete er die 25-jährige Tochter des Münchner Bildhauers Matthias Schütz und übernahm in der Folge dessen Werkstatt im gemeinsamen Wohnhaus in der Äußeren Schwabinger Gasse (heute: Theatinerstr. 38). Ab 1680 erhielt er zahlreiche Aufträge, sowohl von weltlicher (Kurfürst, Adel) als auch von kirchlicher Seite (katholische Kirche, Klöster). Kurfürst Maximilian II. Emanuel stellte den Bildhauer um 1681/82 unter Hofschutz, was als ein besonderer Gunstbeweis des Landesherrn zu werten ist. Eine Zusammenarbeit Faistenbergers mit anderen Künstlern für (Gemeinschafts-)Aufträge ist nachweisbar etwa für Johann Anton Gumpp oder Johann Andreas Wolff, aber auch für seine Verwandten Dominikus Faistenberger, Clement Faistenberger und Erasmus Faistenberger. In den 1680er Jahren war der junge, aus Venedig stammende Giovanni Giuliani sein Schüler – vermutlich hatte er diesen bereits bei seiner Rückkehr aus Italien nach München mitgebracht. Andreas Faistenberger wurde während seiner langen Lebensspanne mehrfach zum Führer seiner Zunft gewählt, ab 1688 führte er überdies den Titel eines „kurkölnischen Hofbildhauers“. Unter den geistlichen Auftraggebern des Künstlers sind vor allem die Theatiner zu nennen, für deren Kirche St. Kajetan und Kloster zwischen 1678 und 1703 zahlreiche Arbeiten verfertigt wurden. Auch außerhalb Münchens wurde der Bildhauer immer wieder tätig: Aufträge führten ihn unter anderem bis ins südliche Oberbayern, nach Niederbayern, Schwaben, Tirol und Österreich. Zwischen 1711 und 1716 war der junge Egid Quirin Asam, dessen Familie im Nachbarhaus (heute: Theatinerstr. 39) wohnte, sein Lehrjunge, wenige Jahre zuvor auch schon Johann Georg Greiff. Um 1730 scheint der aus Osttirol stammende Elfenbeinschnitzer Simon Troger beim Künstler in die Lehre gegangen zu sein. Bereits im hohen Alter stehend, wurde Faistenberger bei der Ausführung von seinen letzten Auftragsarbeiten vom Bildhauer Johann Baptist Straub unterstützt, der auf seine Einladung hin um 1734 von Wien nach München zurückgekehrt war. 89-jährig verstarb der geschätzte Hofbildhauer in München und wurde am Friedhof bei St. Salvator zu Grabe getragen; seine Frau war bereits 1732 verschieden.
Von den drei Kindern des Künstlers wurde der am 6. August 1680 geborene Sohn Joseph Rupert Konventuale im Kloster Tegernsee, die am 17. März 1682 geborene Maria Catharina heiratete 1711 den Münchner (Hof-)Kupferstecher Franz Xaver Joseph Späth, der am 10. Juni 1683 geborene Sohn Judas Thaddäus Benedikt wurde hoher Beamter am kurfürstlich-bayerischen Hof und erlangte als solcher um die Mitte des 18. Jahrhunderts den Adelsstand. Pate der Söhne war der ebenfalls aus Tirol stammenden Rupertus Rettenwander, Patin der Tochter dessen Frau Maria.

## Bedeutung
Andreas Faistenberger zählte offenbar zu den erfolgreichsten und beliebtesten Bildhauern des Hoch- bzw. Spätbarock in Süddeutschland und beherrschte ein beachtliches künstlerisches Repertoire: Er arbeitete in Holz, Stein (Marmor/Alabaster) ebenso wie in Elfenbein, verfertigte lebens- und überlebensgroße Plastiken ebenso wie Reliefs oder Elfenbein- und Buchsbaumminiaturen.
Seine künstlerische Nachwirkung beschränkt sich im Wesentlichen auf die Vermittlung bzw. Weitergabe seines am antiken Formenkanon orientierten Stils an seine (später selbst oft Berühmtheit erlangenden) Schüler und Mitarbeiter. Sein langes und produktives Künstlerleben bedingte, dass die Münchner bzw. bayerische Plastik der Barockzeit bis heute hauptsächlich mit seinem Namen verbunden wird.

## Werke
- Kanzel in der Münchener Theatinerkirche (1686)
- Statuen in der Münchener Theatinerkirche: Abraham, Isaak
- Statue der unbefleckten Empfängnis Mariä und Sebastians-Altar in der Münchner Frauenkirche
- Statuen der vier Kirchenlehrer am Choraltar in der Münchner Kirche St. Peter
- Skulpturen in St. Michael (Berg am Laim)
- Maria Immaculata (Alabasterarbeit von 1709) in der Annakapelle in Roding
- Im Bayerischen Nationalmuseum sind Arbeiten aus Elfenbein zu sehen
- Verkündigungsrelief am Hochaltar des Münchener Bürgersaals
- Zwei Statuen auf dem Choraltar der Herzogspitalkirche
- Statuen des heiligen Josef und Andreas in der ehemaligen Karmeliterkirche